# Minnesota Golden Gophers

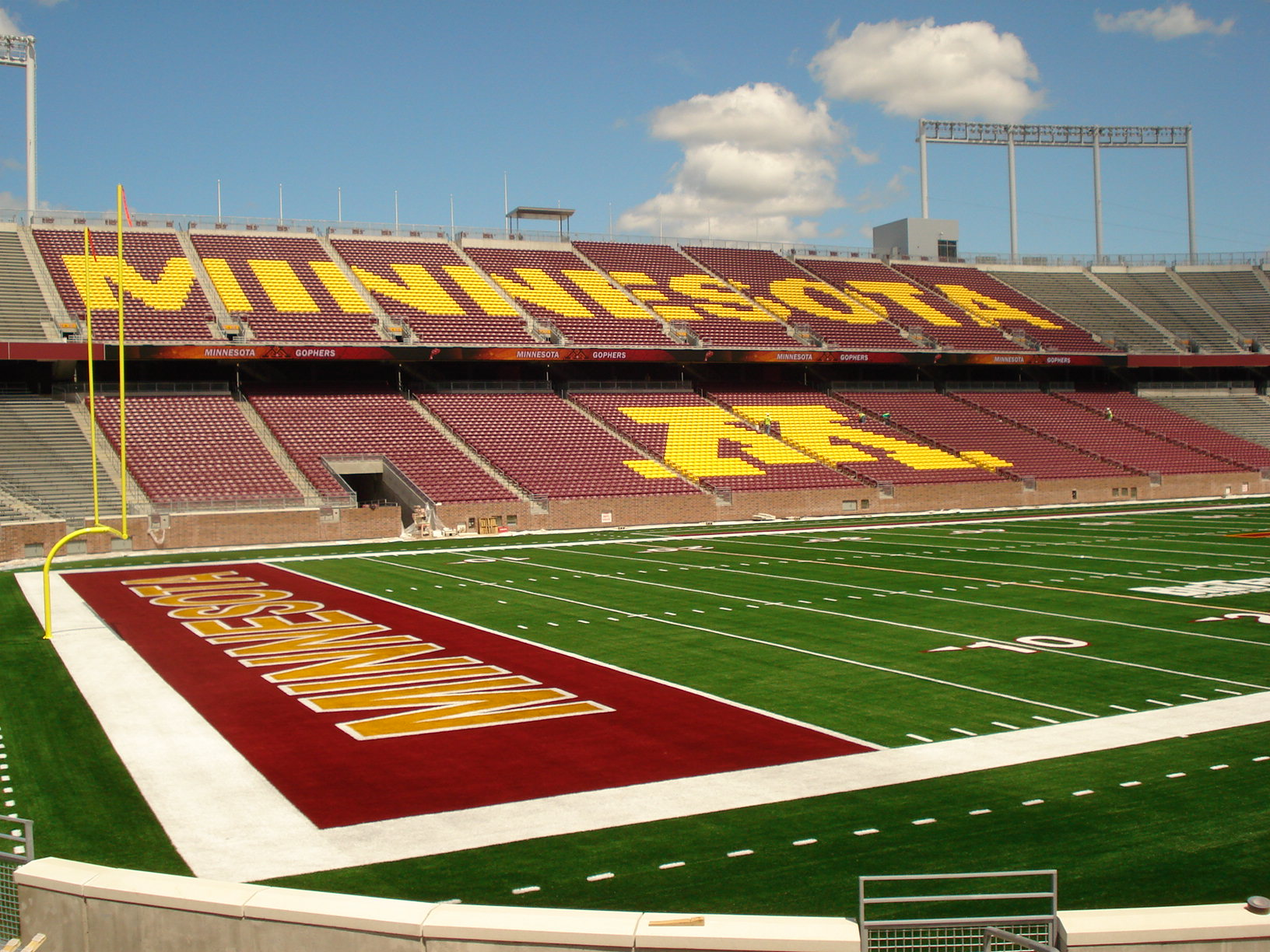
Huntington Bank Stadium.

Minnesota Golden Gophers (español: Tuzas Doradas de Minnesota) es el nombre de los equipos deportivos de la Universidad de Minnesota. Los equipos de los Golden Gophers participan en las competiciones universitarias organizadas por la NCAA, y forman parte de la Big Ten Conference. 
El equipo de baloncesto masculino se ha hecho en dos ocasiones con el campeonato nacional, en 1902 y en 1919. De esta universidad proceden baloncestistas notables como Kevin McHale, Bobby Jackson, Voshon Lenard y Mychal Thompson.
El equipo más exitoso de la universidad es el de fútbol americano. Los Golden Gophers poseen en sus vitrinas seis campeonatos nacionales, 18 campeonatos de conferencia y 11 bowls.

## Campeonatos nacionales
Palmarés
- Fútbol americano (6):

1934, 1935, 1936, 1940, 1941, 1960
- Hockey sobre hielo masculino (5):

1974, 1976, 1979, 2002, 2003
- Hockey sobre hielo femenino (5):

2000, 2004, 2005, 2012, 2013
- Lucha (3):

2001, 2002, 2007
- Béisbol (3):

1956, 1960, 1964
- Baloncesto masculino (2):

1902, 1919
- Golf masculino (1):

2002
- Atletismo masculino (1):

1948